# Streetscooter

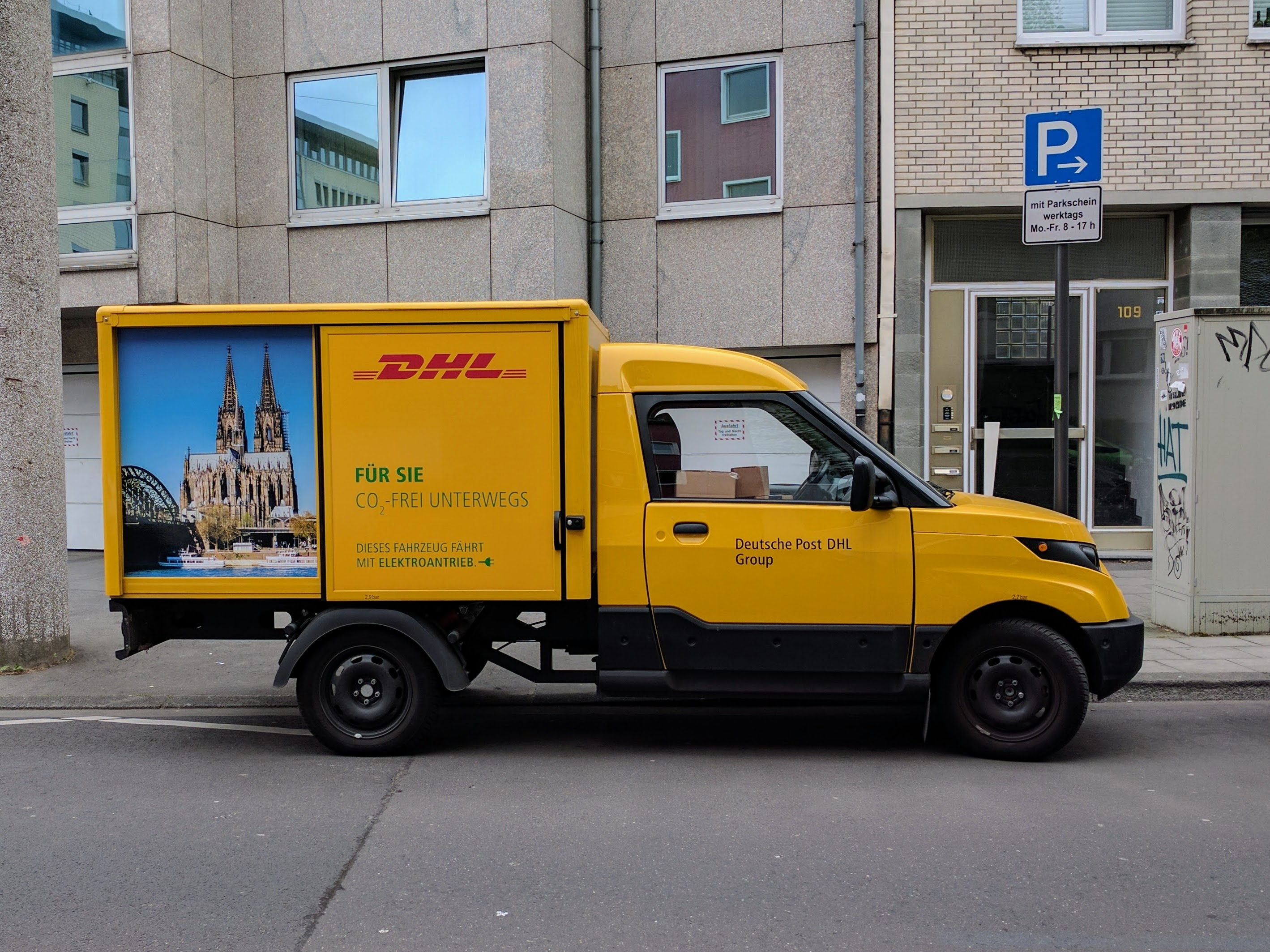
Der Streetscooter Work als Lieferwagen von DHL (2017)

Unter der Marke Streetscooter wurde eine Fahrzeugfamilie von vollelektrischen Kleintransportern verkauft, die in Deutschland entwickelt und produziert wurden. Die Entwicklung der Fahrzeuge startete 2010 in Aachen unter der Leitung von zwei Professoren der RWTH für den Einsatz im Paketzustelldienst. Der Pilotkunde war die Deutsche Post DHL, die 2014 das Herstellerunternehmen StreetScooter GmbH aufkaufte. Das Unternehmen stellte in Werken in Aachen und Düren Fahrzeuge für den Bedarf von Post und DHL wie auch für andere Abnehmer her.
Aufgrund von Verlusten beschloss die Deutsche Post AG, den Geschäftszweig Entwicklung und Produktion, der in der Streetscooter Engineering GmbH gebündelt wurde, zu veräußern. Anfang 2022 erfolgte der Verkauf an eine luxemburgische Holding, die unter dem Namen B-ON die Produktion in dem Werk am Standort Düren fortführte. Im Eigentum der Deutsche Post DHL Group verblieben ist die StreetScooter GmbH, welche die Fahrzeuge der Post wartet.

## Geschichte

### Gründung

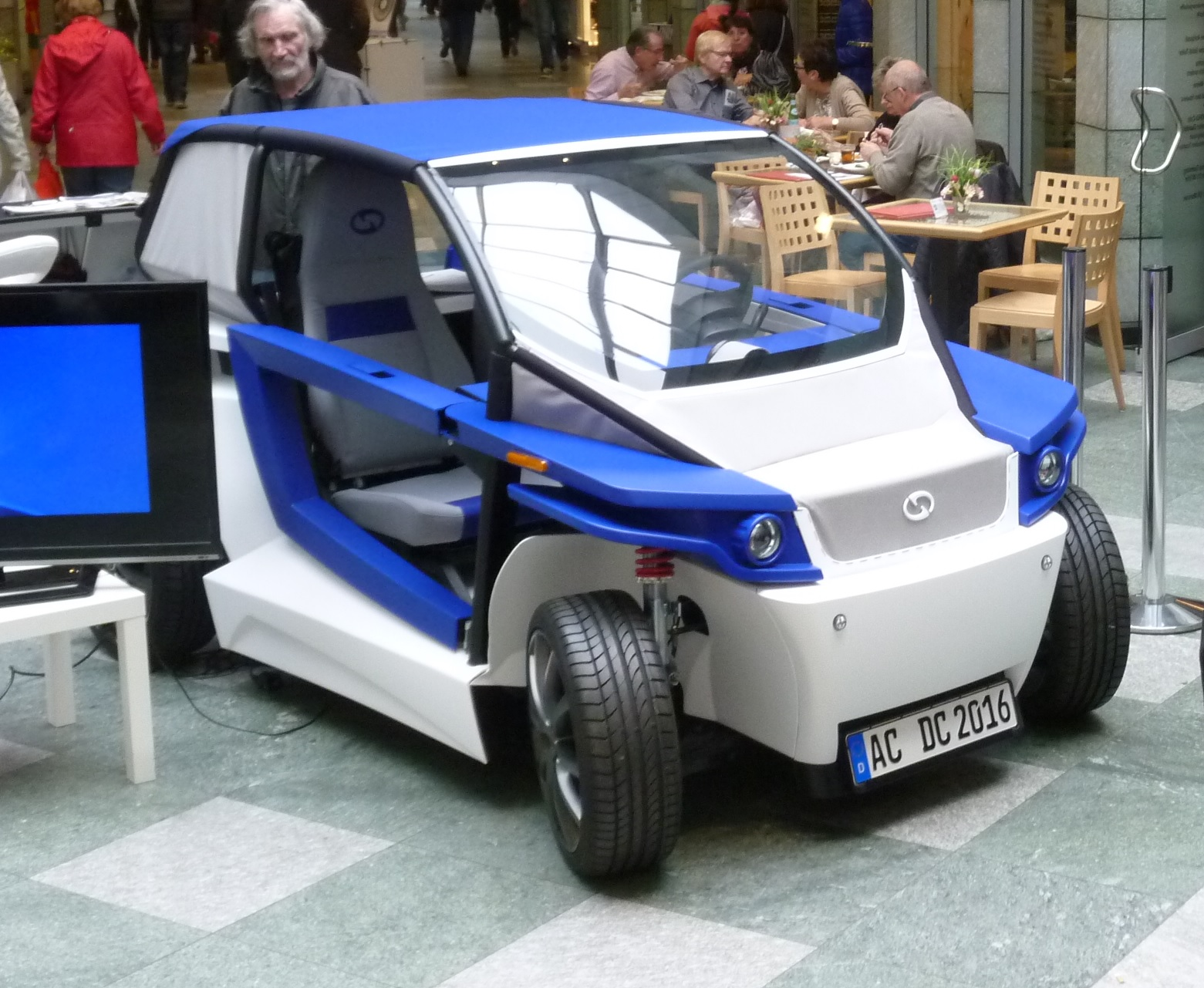
Der Prototyp des C16 aus dem Jahr 2014

Im Juni 2010 gründete Achim Kampker gemeinsam mit Günther Schuh die Street Scooter GmbH (im August 2014 Umfirmierung in StreetScooter GmbH), eine privatwirtschaftlich organisierte Forschungsinitiative an der RWTH Aachen, die zusammen mit 80 mittelständischen Unternehmen und zahlreichen Forschungseinrichtungen, wie dem Werkzeugmaschinenlabor WZL der RWTH Aachen, ein günstiges Elektrofahrzeug ausdrücklich für den Kurzstreckenverkehr entwickelte. Das Elektroauto sollte für einen Preis von 5.000 Euro (zzgl. Batteriemiete) angeboten werden. Die Forschungsinitiative hat sich in der Folge zu einem eigenständigen Unternehmen entwickelt. Im Mai 2011 wurde das Concept Zeitgeist zum ersten Mal der Öffentlichkeit gezeigt, und im Herbst folgte der erste Prototyp des Streetscooter Compact auf der IAA in Frankfurt. Ihm folgte die Nutzfahrzeugversion Work. 2012 gründete Kampker den gemeinnützigen Verein Netzwerk für bezahlbare und nachhaltige Elektromobilität und wurde sein erster Vorsitzender.
An der RWTH Aachen wurde mit einem Multimaterial-3D-Drucker von Stratasys in zwölf Monaten ein voll funktionsfähiger Elektroauto-Prototyp gebaut, der Streetscooter C16, der am 25. Oktober 2014 auf der EuroMold der Öffentlichkeit präsentiert wurde.
2014 fertigten etwa 40 Mitarbeiter auf dem Gelände der Waggonfabrik Talbot an der Jülicher Straße im Industriegebiet Aachen-Nord 200 Exemplare der Nutzfahrzeugversion Work, von denen 70 als Zustellauto bei der Deutschen Post eingesetzt werden. Erklärtes Ziel war es, den Streetscooter Work ab 2015 für 20.000 Euro anzubieten.
Im Mai 2014 wurde bekannt, dass die Stadt Aachen, die Städteregion Aachen und die Sparkasse Aachen Elektrofahrzeuge des Unternehmens bestellt haben. Das Unternehmen baute 2014 im deutsch-niederländischen Gewerbepark Avantis eine Teststrecke für seine Zustellfahrzeuge, die später unter dem Namen Deutsche Post DHL Innovationspark geführt wird.

### Übernahme durch die Deutsche Post
Im Dezember 2014 kaufte die Deutsche Post das Unternehmen, das damit zum hundertprozentigen Tochterunternehmen wurde. Zuvor waren Versuche der Deutschen Post, von einem Automobilhersteller ein Elektrofahrzeug für den Zustellbetrieb entwickeln zu lassen, fehlgeschlagen, woraufhin sie beschloss, selbst ein Fahrzeug zu entwickeln.
Ziel der Deutschen Post war es, mit dem Streetscooter 60–80 % der Kosten bei Wartung und Verschleiß und 60–70 % der Kosten für Kraftstoff einzusparen und daneben den CO2-Ausstoß zu reduzieren. Auch sind die Elektrofahrzeuge zehn Jahre von der Kfz-Steuer befreit.
Im April 2016 wurde mit der Serienfertigung des Streetscooter Work begonnen; bis zum Jahresende sollten die ersten 2.000 Fahrzeuge hergestellt werden. Tatsächlich gelang es, bis Ende 2016 insgesamt 1.906 Fahrzeuge zu produzieren. Post-Vorstandsmitglied Jürgen Gerdes äußerte 2016, langfristig solle die gesamte Post-Flotte von etwa 70.000 Fahrzeugen durch Elektroautos ersetzt werden. Ab 2017 sollten jährlich ursprünglich etwa 10.000 Fahrzeuge produziert werden, doch konnte die Produktionskapazität bis September 2017 bereits auf 15.000 Fahrzeuge pro Jahr erhöht werden.
Auf der IAA Nutzfahrzeuge 2016 präsentierte Streetscooter das größere Modell Streetscooter Work L.
Im April 2017 kündigte die Post an, noch im selben Jahr eine zweite Produktionsstätte in Nordrhein-Westfalen in Betrieb zu nehmen. Im September 2017 meldeten Medien, dieser Standort werde in Düren sein. Die jährliche Produktion sollte sich gleichmäßig auf die Modelle Work und Work L verteilen. Außerdem war der Streetscooter dann auch für externe Kunden wie Kommunen erhältlich. Noch im gleichen Monat kündigte der Fischgroßhändler Deutsche See an, 80 Streetscooter zu kaufen. Die Fahrzeuge sind mit Kühlkoffern für bis zu 680 Kilogramm Fisch ausgestattet. sie werden für die Auslieferung in Großstädten eingesetzt. Der Preis für den Streetscooter Work startete ab 40.400 Euro.
Außerdem kündigte die Post an, ab Juli 2017 den Work XL (20 Kubikmeter) in Kooperation mit Ford zu produzieren. Er wurde zunächst nur für den Eigenbedarf der Deutschen Post produziert. Bis Ende 2019 waren die 2500 bestellten Work XL montiert. Seither (Stand: Januar 2020) ruhte seine Fertigung bei Ford.
Im Oktober 2017 stellten die GLS Bank, der Finanzdienstleister COMCO Leasing und die Deutsche Post DHL Group ein Projekt vor, das Finanzierung und Vertrieb von 500 elektrisch betriebenen Nutzfahrzeugen von Streetscooter vorsieht. 2018 schloss die Post ein Abkommen mit dem auf Leasing spezialisierten BMW-Tochterunternehmen Alphabet Fuhrparkmanagement GmbH zum Vertrieb der Streetscooter-Fahrzeuge ab. Ab April 2018 arbeitete man mit ausgewählten Ford-Händlern zusammen.
Seit dem 30. Mai 2018 wurden am zweiten Standort in Düren ebenfalls Fahrzeuge produziert. Dadurch erhöhte sich die Produktionskapazität auf 20.000 Fahrzeuge jährlich. Vorerst sollte die Produktion im Einschichtbetrieb gefahren werden. Somit wurden in Düren 46 Fahrzeuge pro Tag produziert.

### Angekündigte Einstellung der Produktion und Verkauf
Medienberichten nach machte die Streetscooter-Sparte der Deutschen Post 2018 einen Verlust von 70 Mio. Euro.
Nachdem kein Partner für das Unternehmen gefunden werden konnte und die Verluste sich 2019 auf bis zu 100 Mio. Euro beliefen, gab die Post im Februar 2020 bekannt, im Laufe des Jahres 2020 die Produktion der Streetscooter einstellen zu wollen.
Im November 2020 wurde bekannt, dass beide Standorte in Aachen und Düren mit insgesamt 300 Mitarbeitern 2021 fortgeführt werden und mehrere tausend Fahrzeuge für den Eigenbedarf produzieren sollen. Als Strategiewechsel wollte die Deutsche Post die Verlängerung der StreetScooter-Produktion aber nicht verstanden wissen. Aufgrund hohen internen Bedarfs teilte die Post im April 2021 mit, dass die Produktion bis mindestens Ende 2022 fortgeführt werden solle. Im Januar 2022 erfolgte der Verkauf des Unternehmens an das luxemburgische Konsortium Odin Automotive, wobei die Deutsche Post mit einem Anteil von 10 % beteiligt blieb. Das übernehmende Unternehmen, das bald in B-ON umbenannt wurde, konzentrierte die Produktion auf das Werk am Standort Düren.
Am 15. September 2023 meldete B-ON Insolvenz an.
Im Januar 2024 übernahm Günther Schuh erneut seine ehemalige Firma und rettete sie vor der Insolvenz. Am 8. Juli 2024 wurde die Produktion in Düren eingestellt. Im Herbst des gleichen Jahres teilte Schuh mit, dass die Produktion nach Thailand verlegt werde. Der dortige Produktionsstart ist für 2025 geplant.

## Modelle

### Kraftfahrzeuge

#### Work
Das Fahrzeug ist für den Zustellbetrieb des Paketdienstes DHL und für die Verbundzustellung konzipiert. Es wird von einem permanenterregten Synchronmotor angetrieben, hat Frontantrieb und eine elektrohydraulische Servolenkung. Die Betriebsbremse arbeitet mit Scheibenbremsen vorn und Trommelbremsen hinten, die hydraulisch über einen Bremskraftverstärker betätigt werden. Die Unterdruckpumpe für den Bremskraftverstärker wird elektrisch angetrieben. Die Vorderräder sind einzeln an MacPherson-Federbeinen und Querlenkern aufgehängt, die hinteren an parallelen Schwingen mit Drehstabfedern.
Der Rahmen besteht aus Stahl, überwiegend (57 %) aus höherfesten Qualitäten und Hohlprofilen. Die Längsträger bestehen aus Dualphasenstahl. Die Lithium-Ionen-Batterie ist aufprallgeschützt im doppelten Boden unter dem Führerhaus untergebracht. Eine weitere 12-V-Batterie sitzt hinter dem Führerhaus links unter der Ladefläche.
Die Ladefläche ist so hoch angeordnet, dass die Pakete ohne Bücken entladen werden können und die Radkästen nicht in die Ladefläche ragen.
Der Kofferaufbau ist auf beiden Seiten und von hinten zugänglich. Auf der rechten Seite neben dem Fahrersitz können sieben Postschwingen (Briefbehälter) verstaut werden. Kofferaufbau und die Verkleidungsteile der Karosserie wie Dach, Türhäute und Fronthaube bestehen aus Kunststoff.
Die Reparatur des DHL-Work erfolgt in einer freien Kfz-Werkstatt in Hambach einem Ortsteil von Niederzier im Kreis Düren. Andere Werkstätten lehnten die Reparaturen der Fahrzeuge ab. Markengebundene Werkstätten gibt es nicht.
Stand 2024 gibt es verschiedene freie Werkstätten im Bundesgebiet, die im Auftrag der Deutschen Post Wartung und Reparatur der Zustellfahrzeuge übernehmen.

#### Work L
Das Modell L ist die größere Variante des StreetScooter Work, mit 30 % mehr Nutzlast und knapp doppeltem Ladevolumen.

#### Work XL
Am 16. August 2017 wurde der Work XL auf Basis des Ford Transit vorgestellt, der ein Nutzvolumen von 20 Kubikmetern hat. Im Oktober 2018 startete in den Ford-Werken Köln die Serienproduktion des Fahrzeuges, wobei bei Ford Otosan in der Türkei vorproduzierte Fahrgestelle mit einem elektrischen Antriebsstrang und einem Aufbau ausgestattet werden.

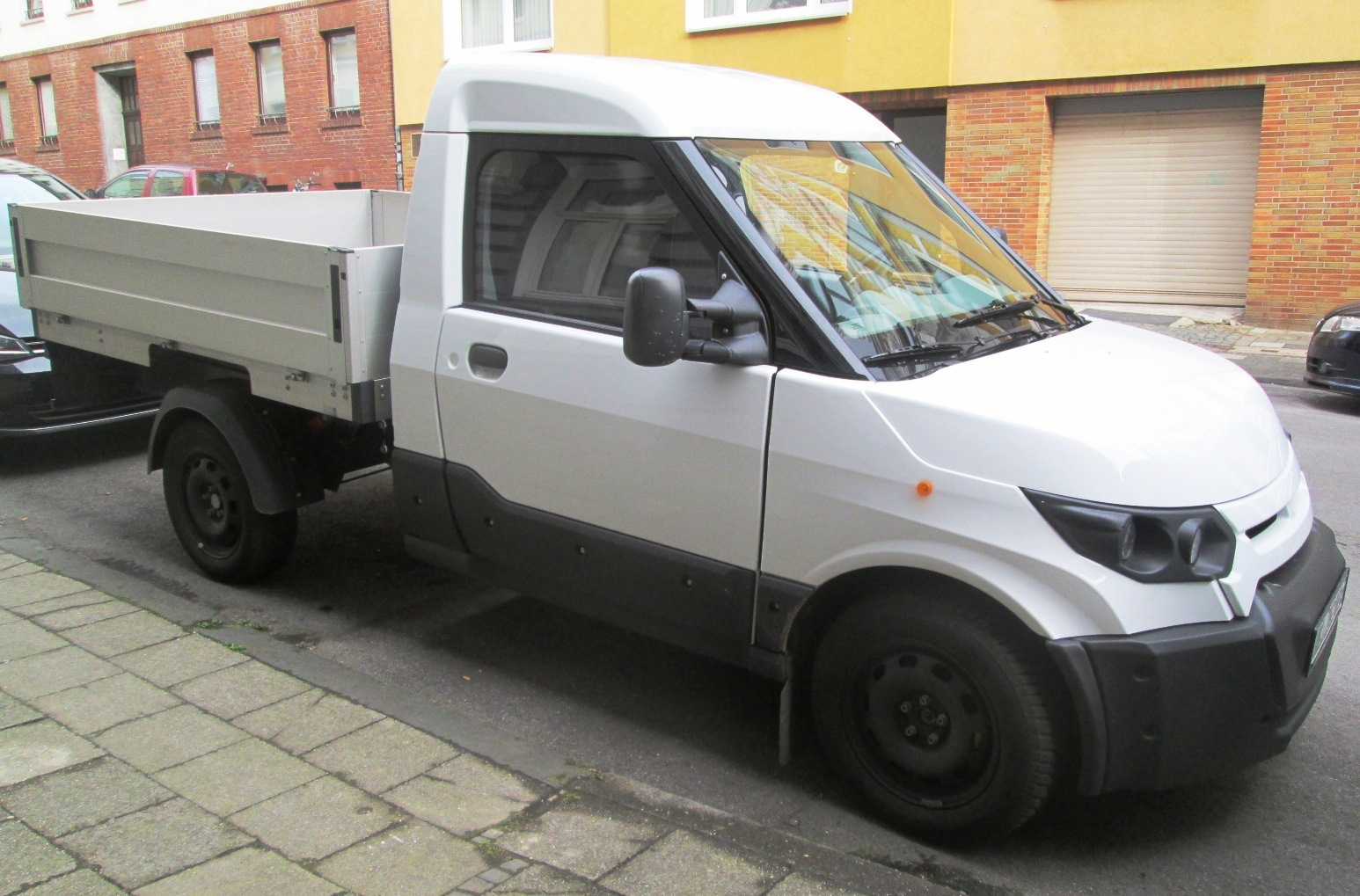
Streetscooter Work als Pritschenwagen (2017)
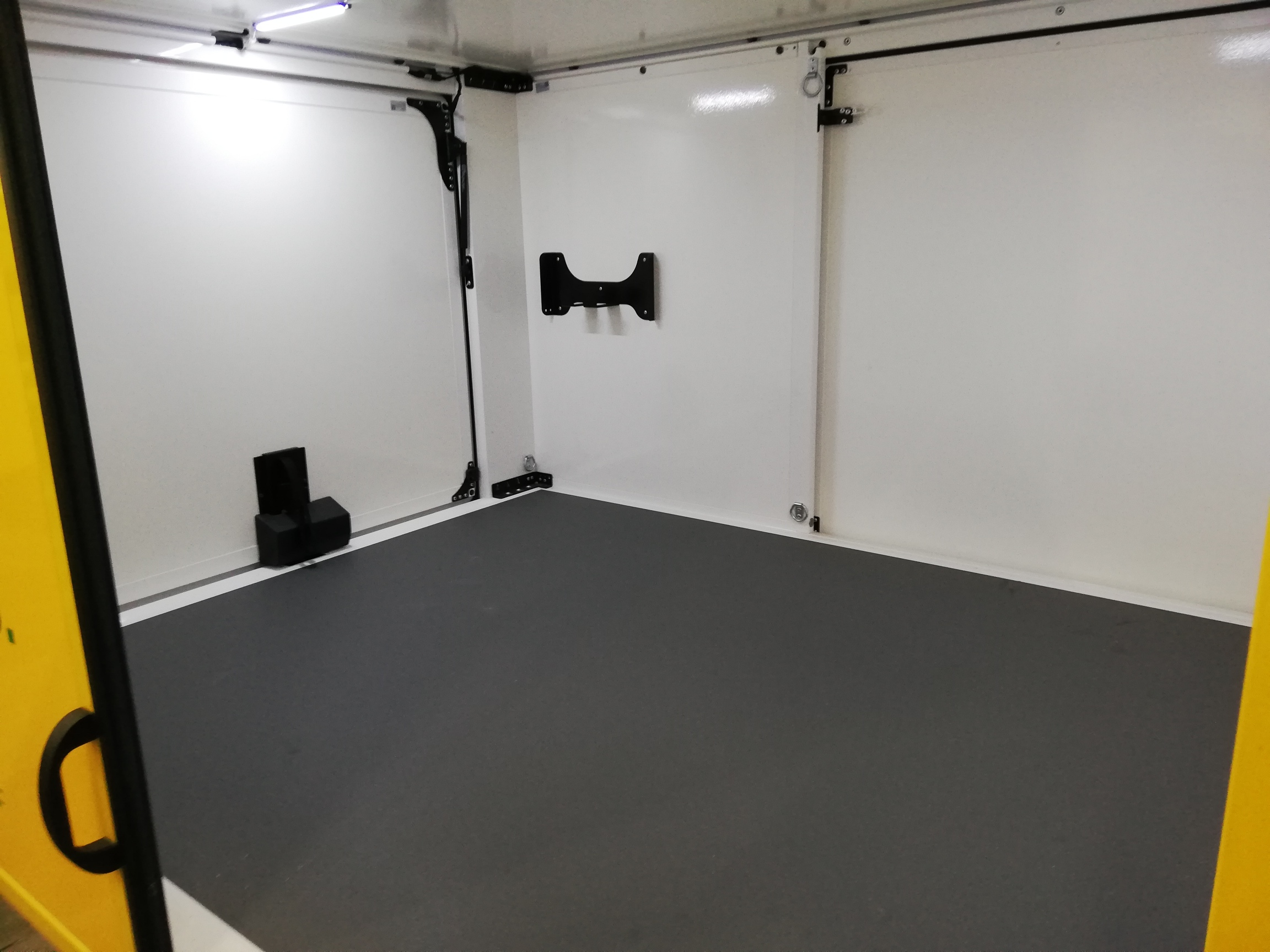
Blick in den Laderaum eines Streetscooter Work
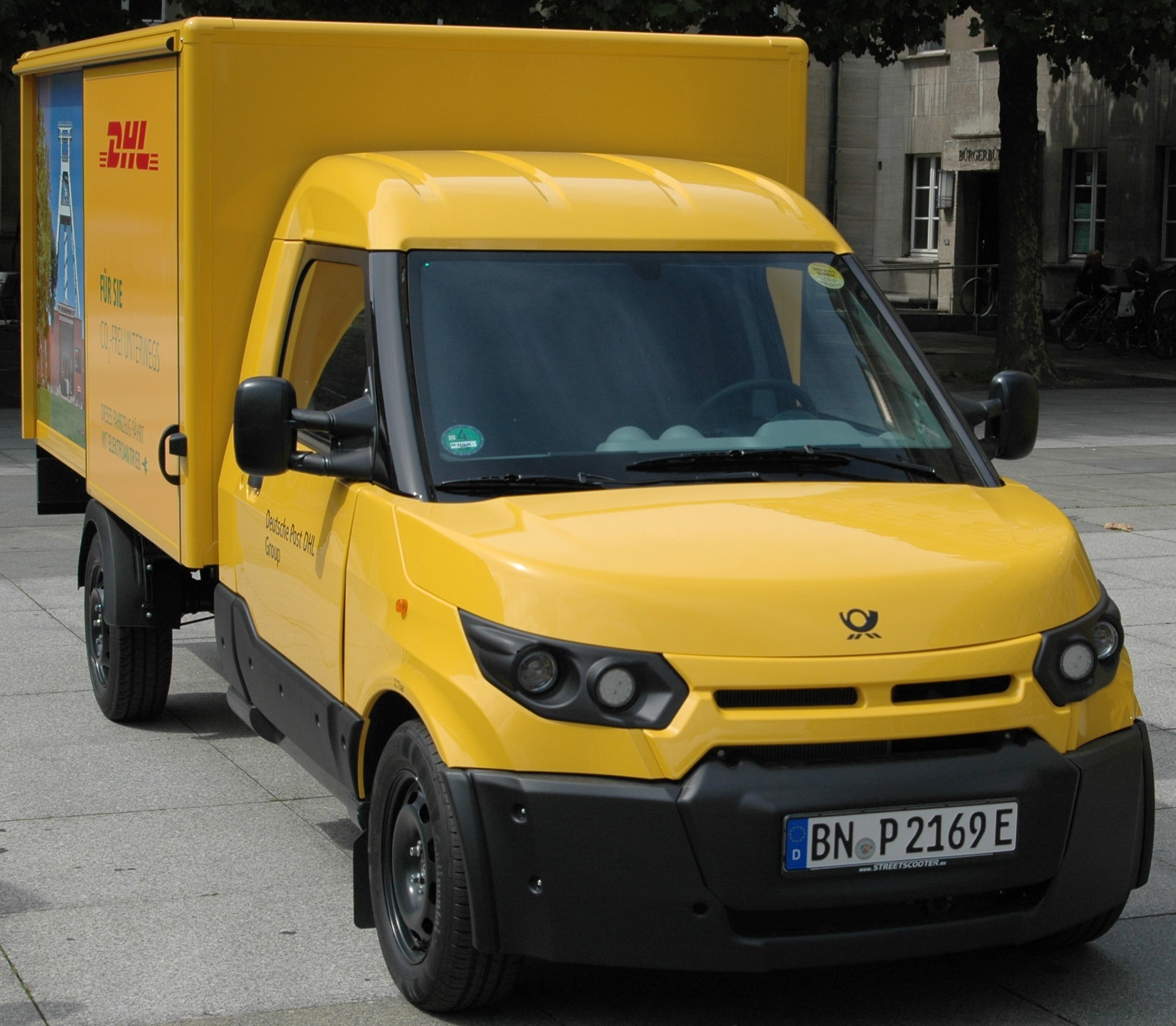
Streetscooter Work L (höherer und längerer Kastenaufbau)
Streetscooter Work XL

### Transporträder

#### Work Bike
Das Work Bike ist ein Transportrad zur Briefzustellung mit elektrischer Fahrunterstützung bis zu einer Geschwindigkeit von 25 km/h sowie elektrischer Schiebehilfe bis 6 km/h. Ein 36-V-Akkumulator mit einer Kapazität von 480 Wh ermöglicht eine elektrische Reichweite bis zu 35 km. Der Antrieb erfolgt auf die Hinterachse. Es kann maximal 50 kg Last zugeladen werden.

#### Work Trike
Das Dreirad hat eine maximale Zuladung von 90 kg. Zwei Elektromotoren an den Hinterrädern unterstützen bis 25 km/h und bieten Schiebehilfe bis 4 km/h. Verbaut sind zwei Akkus in 36-Volt-Technik mit je 480 Wh. Die elektrische Reichweite beträgt 30 km.

## Technik

### Datentabelle
|                       | Kraftfahrzeuge                      | Kraftfahrzeuge                      | Kraftfahrzeuge                      | Kraftfahrzeuge                      | Kraftfahrzeuge                      | Kraftfahrzeuge                      | Kraftfahrzeuge                      | Kraftfahrzeuge                      | Kraftfahrzeuge                      | Kraftfahrzeuge    | Transporträder                 | Transporträder                 |
| Produkt               | Work (20 kWh)                       | Work (20 kWh)                       | Work (20 kWh)                       | Work (40 kWh)                       | Work (40 kWh)                       | Work (40 kWh)                       | Work L (40 kWh)                     | Work L (40 kWh)                     | Work L (40 kWh)                     | Work XL 2         | Work Bike                      | Work Trike                     |
| Modell                | Box                                 | Pickup                              | Pure                                | Box                                 | Pickup                              | Pure                                | Box                                 | Pickup                              | Pure                                | Box               |                                |                                |
| --------------------- | ----------------------------------- | ----------------------------------- | ----------------------------------- | ----------------------------------- | ----------------------------------- | ----------------------------------- | ----------------------------------- | ----------------------------------- | ----------------------------------- | ----------------- | ------------------------------ | ------------------------------ |
| Preis € inkl. MwSt.   | 42.781                              | 40.401                              | 38.021                              | 48.731                              | 46.351                              | 43.971                              | 54.086                              | 51.706                              | 49.326                              |                   |                                |                                |
| Motor                 | 1 × permanenterregter Synchronmotor | 1 × permanenterregter Synchronmotor | 1 × permanenterregter Synchronmotor | 1 × permanenterregter Synchronmotor | 1 × permanenterregter Synchronmotor | 1 × permanenterregter Synchronmotor | 1 × permanenterregter Synchronmotor | 1 × permanenterregter Synchronmotor | 1 × permanenterregter Synchronmotor | 1 × Synchronmotor | 1 × Elektromotor GO SwissDrive | 2 × Elektromotor GO SwissDrive |
| Leistung              | 0048 kW (38 kW Dauerleistung)       | 0048 kW (38 kW Dauerleistung)       | 0048 kW (38 kW Dauerleistung)       | 0048 kW (38 kW Dauerleistung)       | 0048 kW (38 kW Dauerleistung)       | 0048 kW (38 kW Dauerleistung)       | 0048 kW (38 kW Dauerleistung)       | 0048 kW (38 kW Dauerleistung)       | 0048 kW (38 kW Dauerleistung)       | bis 90 kW         |                                |                                |
| Antriebsart           | Frontantrieb                        | Frontantrieb                        | Frontantrieb                        | Frontantrieb                        | Frontantrieb                        | Frontantrieb                        | Frontantrieb                        | Frontantrieb                        | Frontantrieb                        | Frontantrieb      | Heckantrieb                    | Heckantrieb                    |
| Leermasse             | 1460 kg                             | 1460 kg                             | 1280 kg                             | 1595 kg                             | 1595 kg                             | 1415 kg                             | 1695 kg                             | 1705 kg                             | 1465 kg                             | 2775 kg           | 0058 kg                        | 0085 kg                        |
| zul. Gesamtmasse      | 2180 kg                             | 2180 kg                             | 2180 kg                             | 2180 kg                             | 2180 kg                             | 2180 kg                             | 2600 kg                             | 2600 kg                             | 2600 kg                             | 4050 kg           | 0210 kg                        | 0280 kg                        |
| Gesamtzuladung        | 0720 kg                             | 0720 kg                             | 0900 kg                             | 0585 kg                             | 0585 kg                             | 0765 kg                             | 0905 kg                             | 0895 kg                             | 1135 kg                             | 1175 kg           | 0050 kg                        | 0090 kg                        |
| Nutzvolumen           | 0004,3 m³                           | –                                   | –                                   | 0004,3 m³                           | –                                   | –                                   | 0008 m³                             | –                                   | –                                   | 0020 m³           |                                |                                |
| Li-Ion-Akkumulator    | 0020 kWh                            | 0020 kWh                            | 0020 kWh                            | 0040 kWh                            | 0040 kWh                            | 0040 kWh                            | 0040 kWh                            | 0040 kWh                            | 0040 kWh                            | 76 kWh            | 0480 Wh                        | 2 × 480 Wh                     |
| Reichweite (NEFZ)     | 0101 km 1                           | 0101 km 1                           | 0101 km 1                           | 0205 km                             | 0205 km                             | 0205 km                             | 0187 km                             | 0187 km                             | 0187 km                             | 200 km            | 0035 km                        | 0030 km                        |
| Höchstgeschwindigkeit | 0085 km/h                           | 0085 km/h                           | 0085 km/h                           | 0085 km/h                           | 0085 km/h                           | 0085 km/h                           | 0085 km/h                           | 0085 km/h                           | 0085 km/h                           | 90 km/h           | 0025 km/h                      | 0025 km/h                      |

### Entwicklungen
Ende 2017 wurden fünf Fahrzeuge mit einem Feinstaubpartikelfilter von Mann+Hummel ausgerüstet, um so den entstehenden Reifen-, Brems- und Straßenabrieb aufzufangen. 2022 begann DHL, Rechtslenker einzusetzen, um die Sicherheit der Zusteller und die Schnelligkeit der Zustellung zu erhöhen.

### Aufgetretene Probleme

#### Batterien
460 Fahrzeuge des Typs Work L wurden nach zwei Fahrzeugbränden im laufenden Betrieb 2018 vorübergehend aus dem Verkehr gezogen (2017 ereignete sich ein Brand aufgrund eines technischen Defekts am abgestellten Fahrzeug). Die Post nannte vom Vorlieferanten, dessen Namen sie aus vertragsrechtlichen Gründen nicht angab, fehlerhaft durchgeführte Verbindungsschweißungen in den Antriebsbatterien als Ursache. Durch die Ausdehnung der Batterie beim Laden und Entladen (Batteriezellatmung) wirken mechanische Kräfte auf das Batteriesystem; Probleme mit Verschweißungen können zur Öffnung einer Zelle führen, die thermisch durchgehen kann, so ein Experte. Nach Meinung eines anderen Fachmanns verfügt das Start-Up nicht über die gleichen Erfahrungen im Bereich der Qualitätssicherung wie ein etabliertes Automobilunternehmen.

#### Winterbetrieb
Im Dezember 2017 wurde Kritik von Zustellern und Betriebsräten bekannt, nach der die bisher ausgelieferten Fahrzeuge im Alltagsbetrieb in den Wintermonaten die Praxisanforderungen der DHL nicht vollständig erfüllen würden. Insbesondere die elektrische Heizung verkürze die mit 100 km angegebene Reichweite auf 70 km, so dass dadurch Betriebsabläufe beeinträchtigt würden. Diese Beeinträchtigung wird von der Deutschen Post bzw. DHL bestritten.

### Wasserstoffantrieb
Mitte 2019 wurde für 2020 der Streetscooter H2 Panel Van mit Wasserstoffantrieb angekündigt. Die Reichweite sollte bei einem 6-kg-Tank (bei maximal 120 km/h und 800 kg Beladung bei einer handelsüblichen Betankung von 700 bar) bis zu 500 km betragen. DHL hat nach der Pressemitteilung von 24. Mai 2019 bereits 100 Fahrzeuge bestellt. Bis Anfang 2022 gab es keine Neuigkeiten zu diesem Plan und seiner Umsetzung.

## Zulassungszahlen

### Deutschland
|  |

Den verfügbaren Statistiken des Kraftfahrt-Bundesamts nach wurden in Deutschland erste Fahrzeuge der Marke Streetscooter im Oktober 2015 zugelassen. Bis Anfang 2019 waren in Deutschland ca. 10.000 Streetscooter zugelassen, davon 9.000 von der Deutschen Post.
Im gesamten Jahr 2022 lag der Marktanteil von Streetscooter an den zugelassenen Lastkraftwagen bei 1,2 %.

### Österreich
2017 wurden die ersten zehn Streetscooter in Österreich zugelassen, bis Ende 2021 kamen keine neuen hinzu.